# Walentin Igorewitsch Busmakow
Walentin Igorewitsch Busmakow (russisch Валентин Игоревич Бузмаков; * 17. April 1985 in Astrachan) ist ein russischer Handballtrainer und ehemaliger Handballspieler.

## Spielerlaufbahn
Walentin Busmakow lernte das Handballspielen in seiner Heimatstadt bei Dinamo Astrachan, wo er ab 2003 mit der Männermannschaft in der ersten russischen Liga spielte. In der Saison 2008/09 stand der 1,92 m große Rückraumspieler beim Ligakonkurrenten Awiator unter Vertrag. Anschließend war er bis zu seinem Laufbahnende bei GK Permskije Medwedi aktiv. Mit der Mannschaft aus Perm nahm er viermal am EHF-Pokal teil.
Mit der russischen Nationalmannschaft belegte Busmakow bei der Europameisterschaft 2016 den neunten Platz. Im Turnier warf er vier Tore in sechs Einsätzen.

## Trainerlaufbahn
Seit 2018 ist Busmakow Trainer bei GK Permskije Medwedi. 2019 übernahm er zusätzlich die russische U-19-Nationalmannschaft und seit 2021 ist er Assistenztrainer von Velimir Petkovic bei der russischen A-Nationalmannschaft.